# كريس ليزلي
كريس ليزلي (بالإنجليزية: Chris Leslie) هو سياسي بريطاني، ولد في 28 يونيو 1972 في المملكة المتحدة. حزبياً، نشط في حزب العمال.

## مناصب
- انتخب عضو برلمان المملكة المتحدة الـ57 عن دائرة نوتنغهام الشرقية وقد انضم خلال فترته النيابية ‏ (18 فبراير 2019 – ) للكتلة البرلمانية Change UK [الإنجليزية]‏.
- في الانتخابات العامة في المملكة المتحدة 1997 [الإنجليزية]‏، انتخب عضو البرلمان الثاني والخمسون للمملكة المتحدة عن دائرة شيبلي وقد انضم خلال فترته النيابية ‏ (1 مايو 1997 – 14 مايو 2001) للكتلة البرلمانية حزب العمال.
- في الانتخابات العامة في المملكة المتحدة 2001، انتخب عضو برلمان المملكة المتحدة الـ53 عن دائرة شيبلي وقد انضم خلال فترته النيابية ‏ (7 يونيو 2001 – 11 أبريل 2005) للكتلة البرلمانية حزب العمال.
- في انتخابات المملكة المتحدة لعام 2010، انتخب عضو برلمان المملكة المتحدة الـ55 عن دائرة نوتنغهام الشرقية وقد انضم خلال فترته النيابية ‏ (6 مايو 2010 – 30 مارس 2015) للكتلة البرلمانية حزب العمال.
- في الانتخابات العامة في المملكة المتحدة 2015، انتخب عضو برلمان المملكة المتحدة الـ56 عن دائرة نوتنغهام الشرقية وقد انضم خلال فترته النيابية ‏ (8 مايو 2015 – 3 مايو 2017) للكتلة البرلمانية Labour and Co-operative Party [الإنجليزية]‏.
- في الانتخابات التشريعية البريطانية 2017، انتخب عضو برلمان المملكة المتحدة الـ57 عن دائرة نوتنغهام الشرقية وقد انضم خلال فترته النيابية ‏ (8 يونيو 2017 – 18 فبراير 2019) للكتلة البرلمانية Labour and Co-operative Party [الإنجليزية]‏.
- انتخب Baby of the House [الإنجليزية]‏.
- انتخب أمين عام الظل الأول لوزارة المالية [الإنجليزية]‏ (7 أكتوبر 2013 – 11 مايو 2015).
- انتخب وزير ظل الدولة الخزانة [الإنجليزية]‏ (11 مايو 2015 – 12 سبتمبر 2015).